# Pia Tajnikar
Pia Tajnikar, slovenska atletinja, * 19. september 1985, Ljubljana.
Tajnikarjeva je za Slovenijo nastopila na Poletnih olimpijskih igrah 2008 v Pekingu, kjer je nastopila v teku na 100 metrov. V kvalifikacijskem delu je bila s časom 11,82 s peta v svoji skupini in se ni uvrstila v nadaljevanje.
Njen oče je Maks Tajnikar.